# Tonight (早見優の曲)
「Tonight」（トゥナイト）は、1985年2月1日にトーラスレコードからリリースされた早見優の12枚目のシングル。

## 概要
表題曲の「Tonight」は、早見の友人アン・ルイスの1983年12月リリースのアルバム『I LOVE YOUより愛してる』に収録される「女・Tonite」のカバーで、早見本人がカバーを希望しシングル化が実現されたものである。ミニ・アルバム『YŪ』には英語ヴァージョンが収録された。
B面の「Cry me」の後に、ミニドラマ3部作の第3作『YOUのミニ・ストーリー "ジョナスとミリア" (完結編)』が収録されている。

## 収録曲
1. Tonight
  - 作詞: Annie / 作曲: NOBODY / 編曲: 茂木由多加
2. Cry me
  - 作詞: 松本一起 / 作曲: 小田裕一郎 / 編曲: 入江純

YOUのミニ・ストーリー "ジョナスとミリア" (完結編)